# Pacific Pinball Museum
Das Pacific Pinball Museum ist ein Museum das die Geschichte der Flipperautomaten seit 1879 zeigt. Das Museum befindet sich in Alameda, Kalifornien.

## Geschichte
Das Museum wurde im Jahr 2004 von Michael Schiess, einem ehemaligen Ausstellungsgestalter für Museen, gegründet. Schiess begann 2001 mit dem Sammeln von Flipperautomaten.
Er entschied sich, sein eigenes Museum zu eröffnen, nachdem ihn die Darstellung der Geschichte von Flipperautomaten in anderen Museen nicht überzeugte.
Eine seiner ersten größeren Akquisitionen bestand aus sechsunddreißig Automaten. Vierzehn davon wurden in einem angemieteten Raum in Alameda, dem „Lucky Ju Ju“, installiert. Die ersten Spenden wurden mithilfe einer Dose in der Ausstellung gesammelt. Im Jahr 2004 vergrößerte sich die Einrichtung und wurde eine Non-Profit-Organisation, die in „Pacific Pinball Museum“ umbenannt wurde. Das Museum erweiterte sich noch einmal im Jahr 2009 und zeigte vierzig woodrail und wedgehead Flipperautomaten aus der Sammlung von Larry Zartarian. Neben Schiess und dem Vorstand des Museums sind heute zwei Mitarbeiter im Museum beschäftigt.

## Sammlung

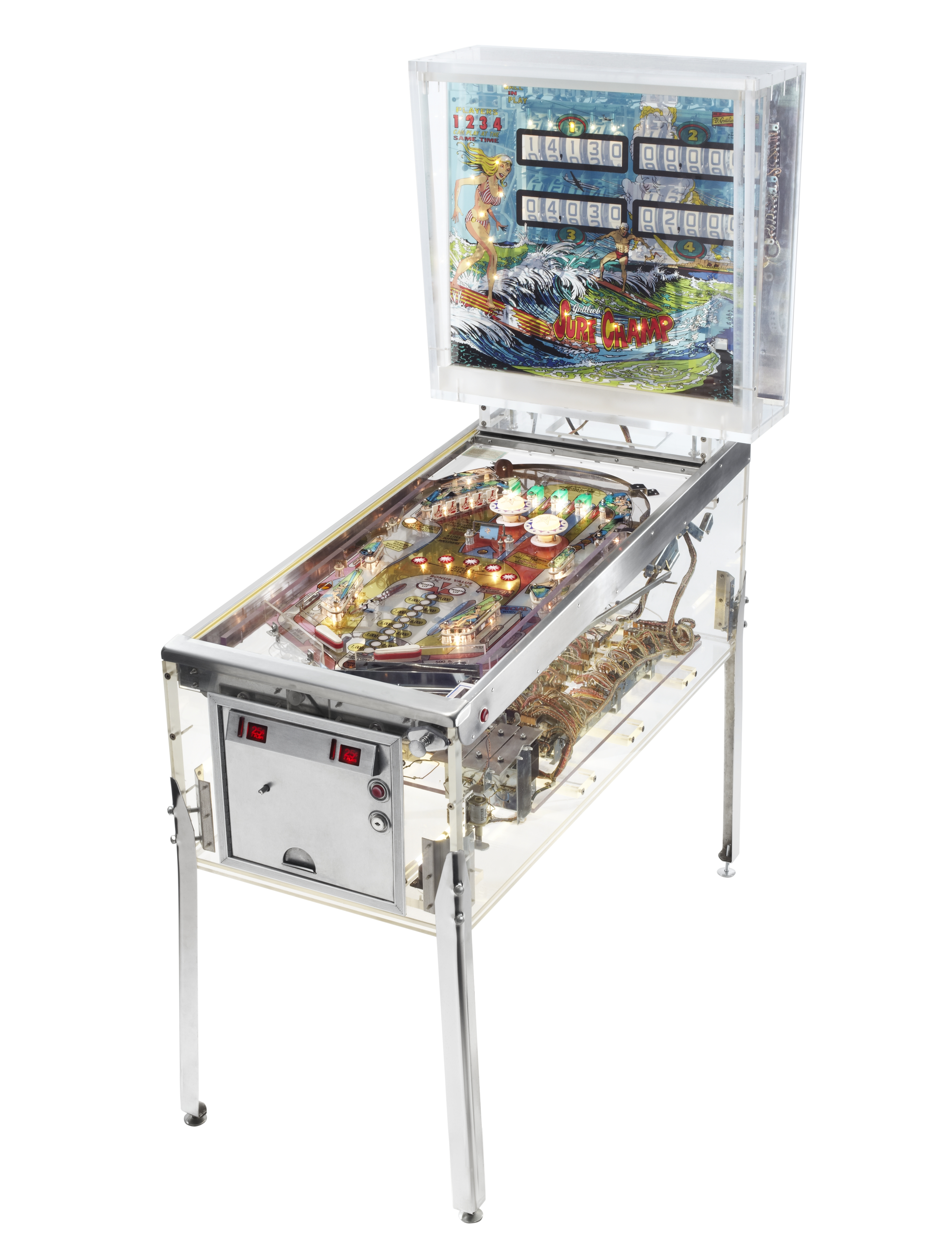
Transparenter Flipperautomat von Schiess und Krause auf Basis des „Surf Champ“ von Gottlieb.

Die Ausstellung des Museums umfasst rund neunzig Flipperautomaten, die in chronologischer Reihenfolge Modelle von 1879 bis heute darstellt. Insgesamt besteht die Schiess Sammlung aus 800 Automaten. Die nicht ausgestellten Exemplare werden auf einer geheimen 8000 Quadratfuß (etwa 743 m²) großen Fläche gewartet. Im Eintrittspreis ist das kostenlose bespielen aller in der Ausstellung gezeigten Automaten enthalten. Der älteste Flipperautomat aus dem Jahr 1879 ist ein Montague Redgrave Parlor Bagatelle. Zeitgenössische Exemplare umfassen unter anderem den The Addams Family und Twilight Zone Flipperautomaten. Das Museum verfügt zudem über einen transparenten Flipperautomaten aus dem Jahr 1976 der von Schiess und Wade Krause gebaut wurde und auf dem „Surf Champ“ von Gottlieb basiert. Eines der wertvollsten Stücke der Sammlung ist der, im Art-déco-Stil erbaute, sogenannte Bally Bumper aus den 1930er Jahren. Dieser Automat wurde von der Oakländer Polizei während der Prohibition beschlagnahmt. Die Sammlung des Museums wurde darüber hinaus auf dem San Francisco International Airport ausgestellt.